# تاريخ مصر الفارسية
تاريخ مصر تحت حكم الفرس ينقسم إلى ثلاث فترات: فترة أولى للاحتلال الفارسي عندما أصبحت مصر مقاطعة فارسية، أعقبتها فترة استقلال فاصلة، فترة احتلال ثانية تحت حكم الأخمينيون، وفترة احتلال أخيرة من قبل الساسانيون لفترة قصيرة قبل أن تسقط مجدداً في أيدي البيزنطيين.

## مصر الأخمينية
بعد تولي قمبيز الثاني العرش في عام 530 ق.م.، عمل على تثبيت دعائم حكمه وتأمين حدوده التي قامت فيها بعض القلاقل، وبعد أربعة سنوات بدأ في التفكير لاحتلال مصر وضمها إلى الإمبراطورية الفارسية. طلب قورش العظيم يد ابنة الفرعون أحمس الثاني ولكنه رفض وقرر أن يرسل له ابنة الفرعون أبريس بدلاً منها مما أصاب قورش بالغضب الشديد وعجل من الاحتلال الفارسي لمصر.
كانت مصر متمتعة في عهد أحمس الثاني بتقدم واستقرار كبير طوال مدة حكمه وبالرغم من ذلك كانت هناك بعض أوجه الضعف التي بدا أنها تشكل خطراً منها أن الجيش المصري كان عماده الأساسي كثير من العناصر الأجنبية المرتزقة مما يجعل ولائهم محل شك، وأيضاً المنح التي كان يخصهم بها أحمس جعلتهم محل حسد وحقد من المصريين، وكان من نتيجة تلك الأمور أن فر أحد القادة في الجيش ويدعى فانيس إلى صفوف جيش قمبيز ووشى له بخطط الجيش المصري ومواقعه كما دله على مسالك الصحراء.
حاول أحمس الاستعداد للهجوم المتوقع من قبل قمبيز بمحاولة عقد حلف مع بلاد قبرص والطاغية بوليكرات من ساموس الذي كان يملك أسطولاً كبيراً حتى تكون له السيادة البحرية ولكنه فشل حيث خذله وانضم إلى الفرس .
استطاع قمبيز الثاني تأمين الماء لجيشه من زعماء الأقاليم التي سوف يمر عليها جيشه في الصحراء الجنوبية، وفي هذه الأثناء توفي أحمس الثاني قبل أن يبدء قمبيز حملته ويصل إلى مصر وتولى ابنه بسماتيك الثالث الحكم خلفاً لوالده وواجه جيش قمبيز الفارسي بعد عبوره الصحراء الشرقية ووصله إلى القلعة الأمامية على حدود بيلوزيوم قرب بورسعيد، وقد هزم بسماتيك في معركة الفرما وانسحب إلى منف، واستمر قمبيز في تقدمه فوصل إلى عين شمس ثم إلى منف حيث واجهه بسماتيك مرة أخرى ولكنه هزم وأسر في هذه المعركة واستولى قمبيز على العاصمة، وأصبحت مصر ولاية فارسية في عام 525 ق.م.

## مصر الساسانية
استطاع الساسانيون من بلاد فارس (إيران) هزيمة البيزنطيين بين عامي 618-621 وسقطت الإسكندرية عاصمة مصر الرومانية في أيدي الفرس.
استغل الساسانيون الصراع الداخلي في الإمبراطورية البيزنطية عندما أطاح فوكاس بالإمبراطور موريس وهاجموا الإمبراطورية الرومانية في الشرق واستطاعوا طردهم من العراق وسوريا وفلسطين وامتد إلى مصر من أجل إنهاء وجود حكم الرومان في آسيا، وسقطت الإسكندرية بعدما فشل نيسيتس ابن عم هيراكليس في الدفاع عن المدينة وهرب إلى قبرص مع بابا الإسكندرية يوحنا الخامس، وبعد سقوط المدينة توسع الفرس إلى جنوب وادي النيل بعد القضاء على بعض المقاومات المتفرقة حتى استقرت في يد الفرس.
واستمر الحكم الساساني لمصر عشر سنوات بقيادة القائد شهربراز من الإسكندرية، واستطاع الإمبراطور الروماني الجديد هيراكليس هزيمة كسرى الثاني الفارسي وأمر شهربراز بالرحيل عن مصر ولكنه رَفَض وعندما وقع الخلاف بين الفرس فقد منح مساعدة شهربراز للسيطرة على العرش الفارسي لنفسه وتوصل لاتفاق معه وانسحب الساسانيون من مصر في صيف عام 629.